# 上海映画グループ
上海映画グループ(シャンハイえいがグループ、中国語:上海电影集团公司、英語:Shanghai Film Group Corporation)は、映画およびテレビ番組の製作を主な事業とする中華人民共和国の企業グループ。

## 概要
1949年に設立された上海映画製作所を母体としており、1996年に上海映画テレビグループ（上海电影电视集团公司）に組織変更。2001年に現在の社名となった。上海美術映画製作所などのスタジオを所有している他、撮影施設や高級ホテル、博物館の運営も行っている。
2017年1月には、同じ中国の映画会社・華樺伝媒(かかでんばい)と共同でアメリカ・パラマウント映画に対し合計10億ドルの出資を行う契約を締結。この契約は、今後3年間パラマウント社の映画の製作費のうち25％を両社で負担するという内容であったが、のちにパラマウント社への支払いが滞ったことにより、同年11月に白紙撤回された。ハリウッド・リポーター誌は両社が支払いを行わなかった一因として中国政府が行った現金の海外輸出規制や、契約を取りまとめたパラマウント社の元CEOブラッド・グレイの辞任を両社が不安に思ったことにある可能性が高いという見方を報じている。

## グループ傘下の企業および運営施設
現在グループ傘下となっている企業および運営している施設は以下の通り。
| 日本語名               | 現地語名               | 備考                                                                                                 |
| ---------------------- | ---------------------- | --- |
| 上海映画製作所         | 上海电影制片厂         | 中国国内の映画およびテレビ番組の制作を担当。                                                         |
| 上海美術映画製作所     | 上海美术电影制片厂     | アニメーション作品の制作を担当。                                                                     |
| 上海映画翻訳所         | 上海电影译制厂         | 海外映画の翻訳を担当。                                                                               |
| 上海科学教育映画製作所 | 上海科学教育电影制片厂 | |
| 上海映画技術所         | 上海电影技术厂         | |
| 上海東方映画チャンネル | 上海东方电影频道       | |
| 上海映画株式会社       | 上海电影股份有限公司   | |
| 上海美術設計           | 上海美术设计公司       | |
| 上海影視楽園           | 上海影视乐园           | 映画・テレビドラマ撮影用のオープンセットおよびスタジオ。観光向け施設でもある。                       |
| クラウンプラザ上海     | 上海银星皇冠假日酒店   | インターコンチネンタルホテルズグループ系列であるクラウンプラザのブランドで運営されている高級ホテル。 |
| 上海映画博物館         | 上海电影博物馆         | 中国映画を専門とした展示を行う博物館。グループ本社と同じ徐匯区にある。                               |

## 主な作品
※日本語題と原題が同じ作品については、原題表記を省略する。

### 国内向け
2009年まで
| 公開年 | 日本語題 原題                                          | 参照   |
| ------ | ------------------------------------------------------ | ------ |
| 1980年 | 天雲山物語 天雲山伝奇                                  | [ 13 ] |
| 1982年 | 阿Q正伝                                                | [ 14 ] |
| 1987年 | 芙蓉鎮                                                 | [ 15 ] |
| 1994年 | 画魂 愛、いつまでも 画魂                               | [ 16 ] |
| 1994年 | 活きる 活着                                            | [ 17 ] |
| 1996年 | 花の影 風月                                            | [ 18 ] |
| 2005年 | 長恨歌                                                 | [ 19 ] |
| 2006年 | かちこみ! ドラゴン・タイガー・ゲート 龍虎門            | [ 20 ] |
| 2007年 | 戦場のレクイエム 集結號                                | [ 20 ] |
| 2008年 | レッドクリフ Part I 赤壁                               | [ 20 ] |
| 2008年 | イップ・マン 序章 葉問                                 | [ 20 ] |
| 2009年 | カンフーサイボーグ 机器侠                              | [ 20 ] |
| 2009年 | レッドクリフ Part II -未来への最終決戦- 赤壁: 決戦天下 | [ 20 ] |

2010年代
| 公開年 | 日本語題/原題                                | 参照   |
| ------ | -------------------------------------------- | ------ |
| 2010年 | 唐山大地震                                   | [ 20 ] |
| 2010年 | 運命の子 趙氏孤児                            | [ 20 ] |
| 2011年 | 1911 辛亥革命                                | [ 20 ] |
| 2012年 | ライジング・ドラゴン 十二生肖                | [ 20 ] |
| 2013年 | グランド・マスター 一代宗師                  | [ 20 ] |
| 2014年 | 弾丸と共に去りぬ -暗黒街の逃亡者- 一步之遥   | [ 20 ] |
| 2015年 | ドラゴン・ブレイド 天将雄師                  | [ 20 ] |
| 2016年 | 人魚姫 美人魚                                | [ 20 ] |
| 2016年 | レイルロード・タイガー 鉄道飛虎              | [ 20 ] |
| 2017年 | レジェンド・オブ・パール ナーガの真珠 鮫珠伝 | [ 20 ] |
| 2018年 | レイダース 欧州攻略 欧洲攻略                 | [ 21 ] |
| 2018年 | エア・ストライク 大轟炸                      | [ 22 ] |
| 2018年 | 帰れない二人 江湖児女                        | [ 20 ] |
| 2019年 | 流転の地球 流浪地球                          | [ 21 ] |
| 2019年 | クライマーズ 攀登者                          | [ 23 ] |

2020年代
| 公開年 | 日本語題/原題               | 参照   |
| ------ | --------------------------- | ------ |
| 2020年 | 陰陽師: とこしえの夢 晴雅集 | [ 24 ] |

### 共同製作
| 公開年 | 日本語題 原題                                                          | 共同製作会社 | 備考                             | 参照          |
| ------ | ---------------------------------------------------------------------- | --- | -------------------------------- | ------------- |
| 2003年 | パープル・バタフライ 紫蝴蝶                                            | Wild Bunch、Dream Factory 他                                                                                          | 中仏共同製作作品。               | [ 25 ]        |
| 2003年 | 最後の恋、初めての恋 最后的愛、最初的愛                                | ムービーアイ・エンタテインメント                                                                                      | 日中共同製作作品。               | [ 26 ]        |
| 2004年 | 2046                                                                   | Jet Tone Production、Orly Films、Paradis Films、Classic、Arte France Cinema ZDF、Precious Yield 他                    | 中仏独伊共同製作作品。           | [ 27 ] [ 28 ] |
| 2004年 | 世界                                                                   | バンダイビジュアル、TOKYO FM、テレビ朝日、電通、オフィス北野、ビターズ・エンド Xstream Pictures (英語版)、Lumen Films | 日中仏共同製作作品。             | [ 29 ]        |
| 2005年 | 上海の伯爵夫人 The White Countess                                      | ソニー・ピクチャーズ クラシックス、Merchant Ivory Productions 他                                                      |                                  | [ 30 ]        |
| 2007年 | ラスト、コーション 色、戒                                              | フォーカス・フィーチャーズ、River Road Entertainment、Haishang Films、Sil-Metropole Organisation                      | 中米台共同製作作品。             | [ 31 ]        |
| 2007年 | 夜の上海 夜。上海                                                      | ムービーアイ・エンタテインメント                                                                                      | 日中共同製作作品。               | [ 32 ]        |
| 2008年 | ドラゴン・キングダム The Forbidden Kingdom                             | レラティビティ・メディア、Casey Silver Productions、Prosperity Pictures、華誼兄弟                                     |                                  | [ 33 ]        |
| 2008年 | ハムナプトラ3 呪われた皇帝の秘宝 The Mummy: Tomb of the Dragon Emperor | ユニバーサル映画、レラティビティ・メディア、The Sommers Company 他                                                    |                                  | [ 34 ]        |
| 2008年 | 画皮 あやかしの恋 画皮                                                 | Mediacorp Raintree Pictures、寧夏電影集団、Golden Sun Films 他                                                        | 中国・シンガポール共同製作作品。 | [ 35 ] [ 36 ] |
| 2008年 | 四川のうた 二十四城記                                                  | バンダイビジュアル、オフィス北野、ビターズ・エンド、Xstream Pictures                                                  | 日中共同製作作品。               | [ 37 ]        |
| 2010年 | 処刑剣 14BLADES 錦衣衛                                                 | 北京新影連影業有限責任公司、 大盛国際伝媒（北京）有限公司、Mediacorp Raintree Pictures 他                             | 中国・シンガポール共同製作作品。 | [ 38 ] [ 39 ] |
| 2013年 | 罪の手ざわり 天注定                                                    | バンダイビジュアル、オフィス北野、ビターズ・エンド、Xstream Pictures、MK2                                             | 日中仏共同製作作品。             | [ 40 ]        |
| 2015年 | 山河ノスタルジア 山河故人                                              | バンダイビジュアル、オフィス北野、ビターズ・エンド、Xstream Pictures、MK2、Arte France Cinema 他                      | 日中仏共同製作作品。             | [ 41 ]        |
| 2016年 | ジャック・リーチャー NEVER GO BACK Jack Reacher: Never Go Back         | パラマウント映画、スカイダンス・プロダクションズ、S&C Pictures、TC Productions                                        |                                  | [ 42 ]        |
| 2017年 | ゴースト・イン・ザ・シェル Ghost in the Shell                          | パラマウント映画、ドリームワークス、リライアンス・エンターテインメント 他                                             |                                  | [ 43 ]        |
| 2017年 | トリプルX:再起動 xXx: Return of Xander Cage                            | パラマウント映画、One Race Films、Revolution Studios 他                                                               |                                  | [ 44 ]        |
| 2017年 | ベイウォッチ Baywatch                                                  | パラマウント映画、スカイダンス・プロダクションズ、Uncharted 他                                                        |                                  | [ 45 ]        |